# Malbaza
Malbaza est une commune rurale du Niger, chef-lieu du département éponyme de Malbaza dans la région de Tahoua. 

## Géographie
Malbaza est située à proximité et au nord de la route nationale 1, et à 114 km au sud du chef-lieu régional Tahoua. 
| Tajaé | Badaguichiri |            |
| Tajaé | Malbaza      | Doguéraoua |
|       | Tsernaoua    |            |

## Population
Elle comptait environ 99 804 habitants en 2010.

## Économie
La cimenterie de Malbaza de l'entreprise Malbaza Cement Campany (MCC SA) exclusivement détenue par des privés nigériens remplace depuis 2019 l’ancienne Société nigérienne de cimenterie (SNC) créée en 1967.